# Jesús Glaría Jordán
Jesús Glaría Jordán (Villafranca, 2 gennaio 1942 – L'Espluga de Francolí, 19 settembre 1978) è stato un calciatore spagnolo, di ruolo difensore.

## Carriera
Giocò prima nel Club Deportivo Oberena e poi nella Liga con l'Atlético Madrid. Con la maglia dell'Atletico vinse un campionato nel 1966, due Coppe del Re nel 1961 e nel 1965 e una Coppa delle Coppe nel 1966.
Ritiratosi dall'attività di calciatore professionistica nel 1975, morì tre anni dopo con il figlio in un incidente stradale.

## Palmarès

### Club

#### Competizioni nazionali
- Campionato spagnolo: 1

Atletico Madrid: 1965-1966
- Coppa di Spagna: 2

Atletico Madrid: 1960-1961, 1964-1965

#### Competizioni internazionali
- Coppa delle Coppe: 1

Atletico Madrid: 1961-1962